# Compleanno in casa Farrow
Compleanno in casa Farrow (Bloody Birthday) è un film statunitense del 1981 diretto da Ed Hunt. Il film viene inserito nel filone dei film horror slasher.

## Trama
In una notte d'eclissi di luna vengono messi al mondo i tre gemelli Brody: Curtis, Debbie, Stevie. Dieci anni dopo, pochi giorni prima del loro compleanno, una coppietta viene brutalmente uccisa in riva a un fiume. Il paese piomba nel terrore e proprio il padre dei tre gemelli, che è un poliziotto, sta indagando sull'accaduto. I ragazzini decidono di eliminare anche il genitore, ma vengono visti da un coetaneo, che seppur non sia sicuro di ciò che ha visto coinvolge sua sorella maggiore, amica stretta proprio della sorella maggiore dei tre. Ciò darà via a un'escalation che porterà i ragazzini ad eliminare chiunque sia per loro un rischio o faccia qualcosa che viene percepito da loro come un torto, indipendentemente dal fatto che si tratti di adulti o coetanei, di conoscenti o familiari. I tentativi di eliminare i testimoni scomodi falliscono uno dopo l'altro: presto saranno costretti a giocare a carte scoperte pur di avere una chance di eliminarli.

## Distribuzione
Il film ebbe una distribuzione limitata nei cinema statunitensi per poi approdare nel mercato home video, dapprima nel formato VHS e dal 2003 anche in quello DVD. Nel 2014 il film è stato distribuito per la prima volta nel formato Blu-ray.

## Accoglienza
Sull'aggregatore Rotten Tomatoes il film riceve il 67% delle recensioni professionali positive con un voto medio di 5,2 su 10 basato su 6 critiche, mentre su Metacritic ottiene un punteggio di 49 su 100 basato su 4 critiche.